# Nagodów (województwo łódzkie)
Nagodów – wieś w Polsce położona w województwie łódzkim, w powiecie kutnowskim, w gminie Kutno.
W latach 1975–1998 miejscowość położona była w województwie płockim.